# Adolf von Steiger

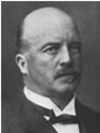
Adolf von Steiger

Alfred Armand Adolf von Steiger (Bern, 25 juli 1859 - aldaar, 1 mei 1925) was een Zwitsers politicus.
Von Steiger was afkomstig uit het Berner patriciërsgeslacht Von Steiger waartoe ook de latere Bondsraad Eduard von Steiger toe behoorde. Adolf von Steiger bezocht scholen in Bern en studeerde daarna rechten in Genève, Leipzig en Bern. Van 1884 tot 1893 was hij als advocaat werkzaam in Bern, daarnaast was hij in 1891 plaatsvervangend rechter en daarna van 1893 tot 1900 rechter.
Von Steiger werd in 1899 voor de Vrijzinnige-Democratische Partij (FDP) tot stadspresident van Bern gekozen. Hij bleef het ambt van stadspresident vervullen totdat de verkiezingen van 1918 de sociaaldemocraten. Van 1903 tot 1917 was hij lid van de Grote Raad van Bern. In 1906 was hij tevens voorzitter van de Berner Kantonsraad. In 1908 werd hij in de Ständrat (eerste kamer van federaal parlement) gekozen (tot 1918). In 1918 werd hij tot vicekanselier gekozen.
Von Steiger werd eind 1918 tot bondskanselier gekozen en trad op 1 januari 1919 in functie. Hij bleef bondskanselier tot zijn dood op 1 maart 1925.
Adolf von Steiger overleed op 65-jarige leeftijd aan een beroerte.